# 3x3 репрезентација Србије
3x3 репрезентација Србије представља Републику Србију на међународним 3x3 такмичењима. Њено административно тело је Кошаркашки савез Србије са седиштем у Београду.
3x3 је постао олимпијски спорт одлуком из 2017. године. Репрезентација је на Олимпијским играма у Токију 2020. освојила бронзану медаљу.

## Учешће на међународним такмичењима
| Такмичење          | Злато | Сребро | Бронза | Укупно |
| ------------------ | ----- | ------ | ------ | ------ |
| Олимпијске игре    | 0     | 0      | 1      | 1      |
| Светско првенство  | 6     | 1      | 1      | 8      |
| Европско првенство | 5     | 2      | 0      | 7      |
| Европске игре      | 0     | 0      | 1      | 1      |
| Медитеранске игре  | 0     | 0      | 0      | 0      |
| Укупно             | 11    | 3      | 3      | 17     |

### Олимпијске игре
| Година      | Пласман  | Од | Поб | Пор | Играчи                                    |
| ----------- | -------- | -- | --- | --- | ----------------------------------------- |
| 2020. Токио | 3. место | 9  | 8   | 1   | Домовић Булут, Мајсторовић, Ратков, Васић |
| 2024. Париз | 5. место | 8  | 4   | 4   | Бранковић, Стојачић, Мајсторовић, Васић   |
| Укупно      | 2/2      | 17 | 12  | 5   |                                           |

### Светско првенство
| Година          | Пласман  | Од | Поб | Пор | Играчи                                      |
| --------------- | -------- | -- | --- | --- | ------------------------------------------- |
| 2012. Грчка     | 1. место | 9  | 8   | 1   | Савић, Домовић Булут, Ждеро, Бошковић       |
| 2014. Русија    | 2. место | 9  | 7   | 2   | Савић, Домовић Булут, Ждеро, Мајсторовић    |
| 2016. Кина      | 1. место | 7  | 7   | 0   | Савић, Домовић Булут, Ждеро, Мајсторовић    |
| 2017. Француска | 1. место | 7  | 7   | 0   | Савић, Домовић Булут, Ждеро, Мајсторовић    |
| 2018. Филипини  | 1. место | 7  | 7   | 0   | Савић, Домовић Булут, Стојачић, Мајсторовић |
| 2019. Холандија | 4. место | 7  | 4   | 3   | Савић, Домовић Булут, Васић, Мајсторовић    |
| 2022. Белгија   | 1. место | 7  | 7   | 0   | Бранковић, Васић, Мајсторовић, Стојачић     |
| 2023. Аустрија  | 1. место | 7  | 7   | 0   | Бранковић, Васић, Мајсторовић, Стојачић     |
| 2025. Монголија | 3. место | 7  | 5   | 2   | Бараћ, Бранковић, Мајсторовић, Стојачић     |
| Укупно          | 9/9      | 67 | 59  | 8   |                                             |

### Европско првенство
| Година          | Пласман  | Од | Поб | Пор | Играчи                                       |
| --------------- | -------- | -- | --- | --- | -------------------------------------------- |
| 2014. Румунија  | 5. место | 4  | 3   | 1   | Савић, Домовић Булут, Ждеро, Мајсторовић     |
| 2016. Румунија  | 2. место | 5  | 4   | 1   | Савић, Домовић Булут, Ждеро, Мајсторовић     |
| 2017. Холандија | 4. место | 5  | 3   | 2   | Домовић Булут, Савић, Мајсторовић, Мијатовић |
| 2018. Румунија  | 1. место | 5  | 5   | 0   | Савић, Домовић Булут, Ждеро, Мајсторовић     |
| 2019. Мађарска  | 1. место | 5  | 5   | 0   | Мијатовић, Мајсторовић, Домовић Булут, Савић |
| 2021. Француска | 1. место | 5  | 4   | 1   | Мајсторовић, Пашајлић, Ратков, Васић         |
| 2022. Аустрија  | 1. место | 5  | 5   | 0   | Бранковић, Васић, Мајсторовић, Стојачић      |
| 2023. Израел    | 1. место | 5  | 5   | 0   | Бараћ, Бранковић, Којић, Стојачић            |
| 2024. Аустрија  | 2. место | 5  | 3   | 2   | Бараћ, Бранковић, Којић, Стојачић            |
| Укупно          | 9/9      | 44 | 37  | 7   |                                              |

## Појединачне награде
- Најкориснији играч Светског првенства:
  - Душан Домовић Булут (2016, 2018)[8][9]
  - Дејан Мајсторовић (2017, 2022)[10][11]
  - Страхиња Стојачић (2023)[12]
- Идеални тим Светског првенства:
  - Душан Домовић Булут (2016, 2017, 2018)[8][9][10]
  - Дејан Мајсторовић (2017, 2022)[10][11]
  - Страхиња Стојачић (2023, 2025)[12][13]
- Најкориснији играч Европског првенства:
  - Дејан Мајсторовић (2019, 2022)[14][15]
  - Душан Домовић Булут (2018)[16]
  - Мирослав Пашајлић (2021)[17]
  - Страхиња Стојачић (2023)[18]
- Идеални тим Европског првенства:
  - Дејан Мајсторовић (2019, 2022)[14][15]
  - Страхиња Стојачић (2023, 2024)[18][19]
  - Душан Домовић Булут (2018)[16]
  - Мирослав Пашајлић (2021)[17]